# Prinsburg (Minnesota)
Pour les articles homonymes, voir Prinsburg.
Prinsburg est une ville américaine située dans le Comté de Kandiyohi, dans le Minnesota. Selon le recensement de 2010, sa population est de 497 habitants.